# Spíridon Lámbros

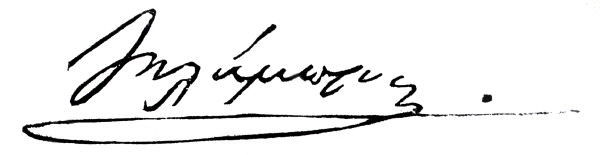

Spíridon Lámbros (em grego: Σπυρίδων Λάμπρος; 1851 — 1919) foi um político da Grécia. Ocupou o cargo de primeiro-ministro da Grécia entre 10 de Outubro de 1916 a 5 de Fevereiro de 1917.